# Апыхтин, Николай Николаевич
Николай Николаевич Апыхтин (29 августа 1859, Бежецкий уезд, Тверская губерния — 1919) — горный инженер, управляющий горных работ и рудников Гороблагодатского округа в 1897—1902 годах, окружной инженер Миасского завода в 1902—1917 годах.

## Биография
Николай Николаевич родился 29 августа 1859 года в усадьбе Замыцкая Гора (Ульянова Гора) Новской волости Бежецкого уезда Тверской губернии в семье дворянина штабс-ротмистра Николая Федоровича Апыхтина (15.11.1821–28.11.1875) и Елизаветы Николаевны, дочери умершего штабс-ротмистра Николая Александровича Бешенцева. Брат Александр (род. 25 мая 1854 года), сестра Ольга (род. 14 августа 1856 года), сестра Анна (род. 16 июня 1860 года). Усадьба располагалось в 7 километрах от Бежецка по левую сторону Рыбинского тракта, в 1859 году в нём было лишь 5 дворов (26 мужчин и 28 женщин).
В 1885 году окончил Горный институт по 1 разряду вместе с Владимиром Грум-Гржимайло. 
После учёбы откомандирован в распоряжение Главного начальника Уральских заводов, откуда был направлен в распоряжении Миасского золотопромышленного дела графа Левашева, Дарагана и Ко в 1885—1890 годах. Служил смотрителем Воткинского завода в 1890—1891 годах. Затем был назначен смотрителем Кушвинского завода Гороблагодатского округа Пермской губернии в 1891—1897 годах. В 1897—1902 годах был управителем горных работ и рудников Гороблагодатского округа. В 1903 году назначен окружным инженером Миасского горного округа и состоял там до 1917 года. 
В июне 1899 года принимал участие в уральской экспедиции Д. И. Менделеева, предоставил материал для книги «Уральская железная промышленность в 1899 году».
В 1900 годах управитель горных работ Н.Н. Апыхтин совместно с профессорами В.В. Никитиным и Г.О. Чечотт решали вопросы промывки руд на руднике.
В «Путеводителе по Уралу» за 1904 год указывается, что благодаря старанием горного инженера Н.Н. Апыхтина в течение 10 лет им была собрана коллекция образцов и геологических пород. На их основе был создан горный музей, который находился на горе Благодать в здании управления Гороблагодатского округа. Помимо образцов и геологических пород, моделей, инструментов и приборов для алмазного бурения, музей заключал весьма ценную коллекцию образцов пород от разведочного бурения и исследования горы Благодати с прекрасно составленными и иллюстрированными журналами. Все буровые скважины занумерованы (их более 100) и образцы взяты с каждого фута их глубины, так что представлялась полная возможность найти образец породы и руды с любой глубины известного места и в журнале найти определение породы. Коллекция инженера Апыхтина была утеряна, но Кушвинский краеведческий музей вновь работает с 16 июля 1969 года.
В 1909–1917 годах был председателем попечительского совета гимназии при Миасском заводе, заседал на школьных советах, оказывал помощь гимназии и осуществлял надзор за её деятельностью.
В 1918 году при Миасском заводе было создано Краеведческое общество по изучению местной природы, один из активных участников был Николай Николаевич Апыхтин. А 24.11.1920 года при содействии общества был открыт Миасский краеведческий музей.

## Награды
За свои достижения был неоднократно награждён:
- 1885 — коллежский секретарь;
- 1891 — титулярный советник;
- 1891 — коллежский асессор;
- 1895 — надворный советник;
- 02.04.1895 — орден Святого Станислава III степени[11];
- 1899 — коллежский советник;
- 1900 — орден Святой Анны III степени;
- 1903 — статский советник;
- 1905 — орден Святого Станислава II степени.

## Публикации
- Апыхтин Н. Н. Разведка коренных месторождений золота в т.наз. Кащеевской местности в Миасском округе на Урале//Горный журнал, 1888, № 08 (август) — С.49
- Апыхтин Н. Н. Проект локомобильного парового котла в 10 и сил, устроенного на Пермских заводах//Горный журнал, 1894. № 06 (июнь) — С.13
- Апыхтин Н. Н. Приложение 18. Таблица добычи руды на горе Благодати с 1813—1898 гг. Сведение о стоимости 1 тыс. пудов руды на Благодатском руднике за 1898 г. Расценка 1 тыс. пудов в 1898 г. Химический состав Благодатских руд//Уральская железная промышленность в 1899 году/ Ред. Д. И. Менделеев. — СПб.: Типография В. Демакова, 1900
- Апыхтин Н. Н. Сравнительные опыты над действием прометея и минного пороха, произведенные на Благодатском железном руднике в 1899 году//Горный журнал, 1900, № 04 (апрель) — С.35